# Uolevi Kahelin
Pertti Uolevi Kahelin (Kokkola, 17 giugno 1950) è un ex sollevatore finlandese che ha gareggiato nelle categorie dei pesi piuma e pesi leggeri.

## Carriera
A livello nazionale militò nelle squadre Kokkolan Jymy e Vaasan Kiisto. Fu campione finlandese dei pesi piuma per sette volte, nel 1974, 1975, 1977, 1978, 1979, 1982 e 1983, e dei pesi leggeri per una volta, nel 1984. Vinse per due volte i campionati nordici nel 1977 e nel 1978.
A livello internazionale nei campionati mondiali si classificò 13° nel 1981 a Lilla, 14° nel 1982 a Lubiana e 11° nel 1983 a Mosca, che valevano anche come campionati europei: 9° nel 1981, 8° nel 1982, 1983 e anche nel 1984 a Vitoria. Partecipò ai Giochi olimpici di Los Angeles nel 1984, valevoli anche come campionati mondiali, classificandosi all'8º posto e vincendo la medaglia di bronzo nello slancio.